# Valenciennea
Genre
 Valenciennea est un genre de poissons de la famille des Gobiidae.

## Description et caractéristiques
Les membres de ce genre sont communément appelés les gobies dormeurs, en raison de leur tendance à se reposer directement sur le substrat pour de longues périodes de temps. Même s'il s'agit d'un comportement commun des Gobiidés, ils peuvent également flotter immobile directement au-dessus du substrat, ce qui explique pourquoi on les appelle parfois gobies planeurs.
Les membres de ce genre sont connus pour être  des carnivores tamisant le sable; Pour manger, ils engorgent du sable, qu'ils expulsent ensuite par leurs branchies. Une structure spécialisées dans les branchies permet  de piéger des petits crustacés et des vers, tandis que le sable est expulsé. C'est cette caractéristique qui fait l'attrait des membres de ce genre en aquariophilie marine, où ils doivent être introduits dans un aquarium muni de sable à grains fins.
Certaines des espèces sont connues pour être monogame.
Le genre a été nommé d'après le nom du zoologiste français Achille Valenciennes.
Eleotriodes est un synonyme non-valide de ce genre.

## Espèces
Selon FishBase (12 janvier 2017) :
- Valenciennea alleni (Hoese & Larson, 1994)
- Valenciennea bella (Hoese & Larson, 1994)
- Valenciennea decora (Hoese & Larson, 1994)
- Valenciennea helsdingenii (Bleeker, 1856)
- Valenciennea immaculata (Ni, 1981)
- Valenciennea limicola (Hoese & Larson, 1994)
- Valenciennea longipinnis (Lay & Bennett, 1839)
- Valenciennea muralis (Valenciennes, 1837)
- Valenciennea parva (Hoese & Larson, 1994)
- Valenciennea persica (Hoese & Larson, 1994)
- Valenciennea puellaris (Tomiyama, 1956)
- Valenciennea randalli (Hoese & Larson, 1994)
- Valenciennea sexguttata (Valenciennes, 1837)
- Valenciennea strigata (Broussenet, 1782)
- Valenciennea wardii (Playfair, 1867)

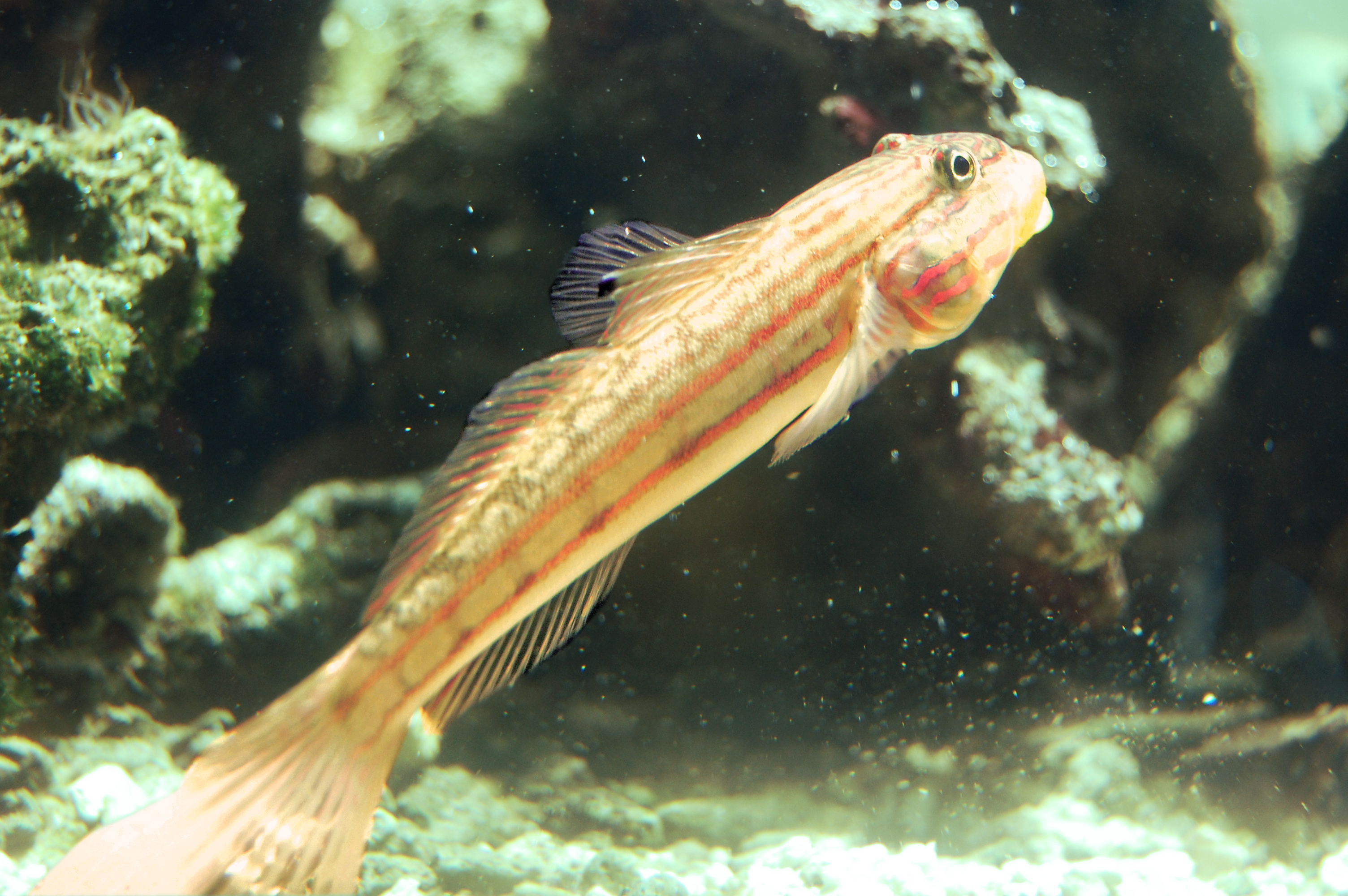
Valenciennea helsdingenii
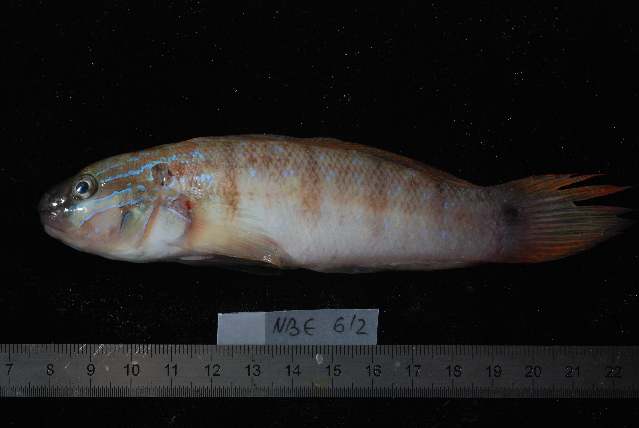
Valenciennea parva
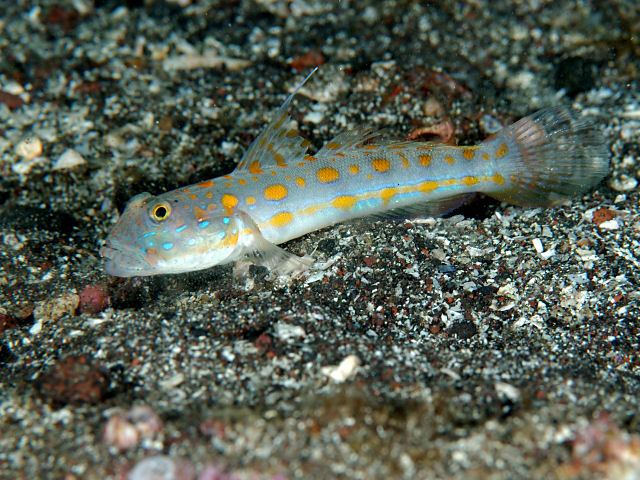
Valenciennea puellaris
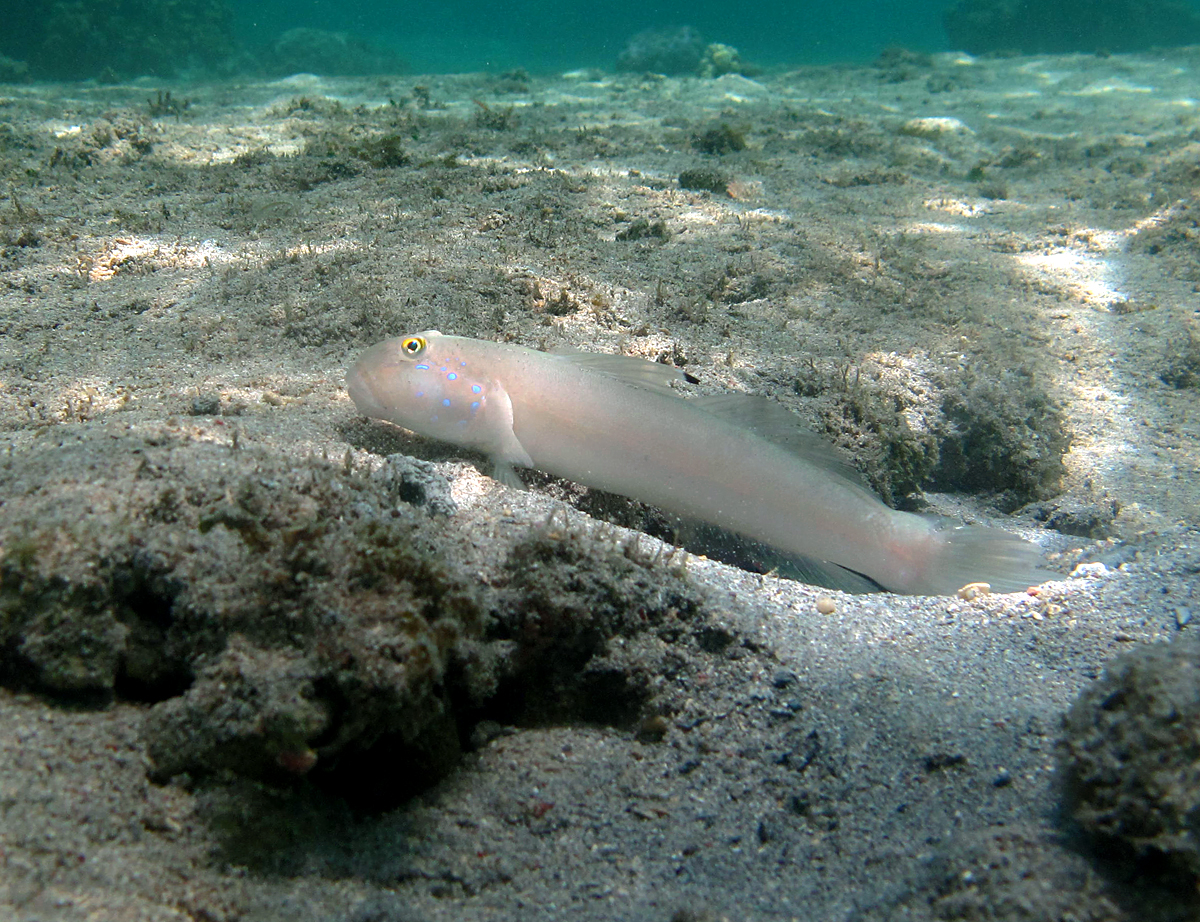
Valenciennea sexguttata
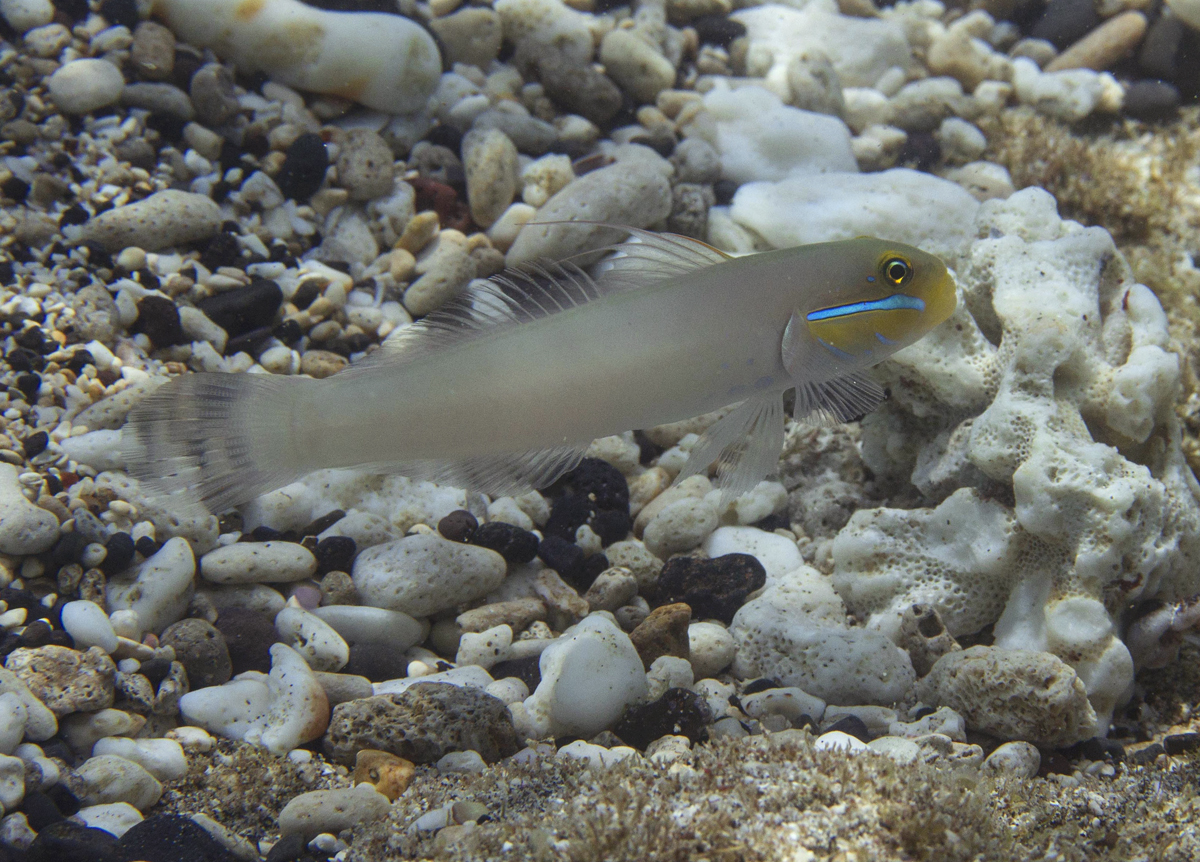
Valenciennea strigata
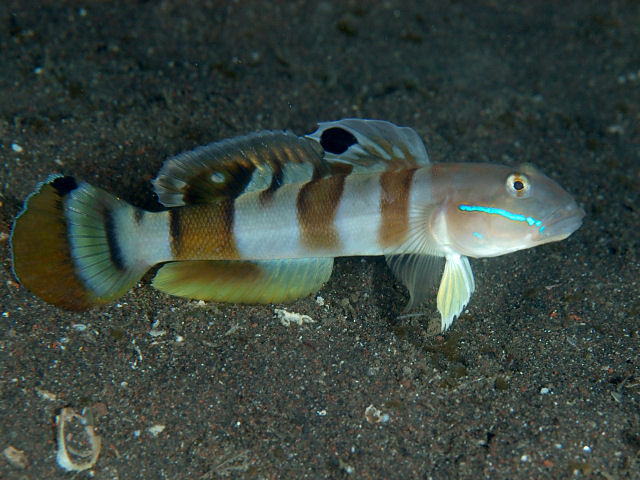
Valenciennea wardii